# نسيج هوائي

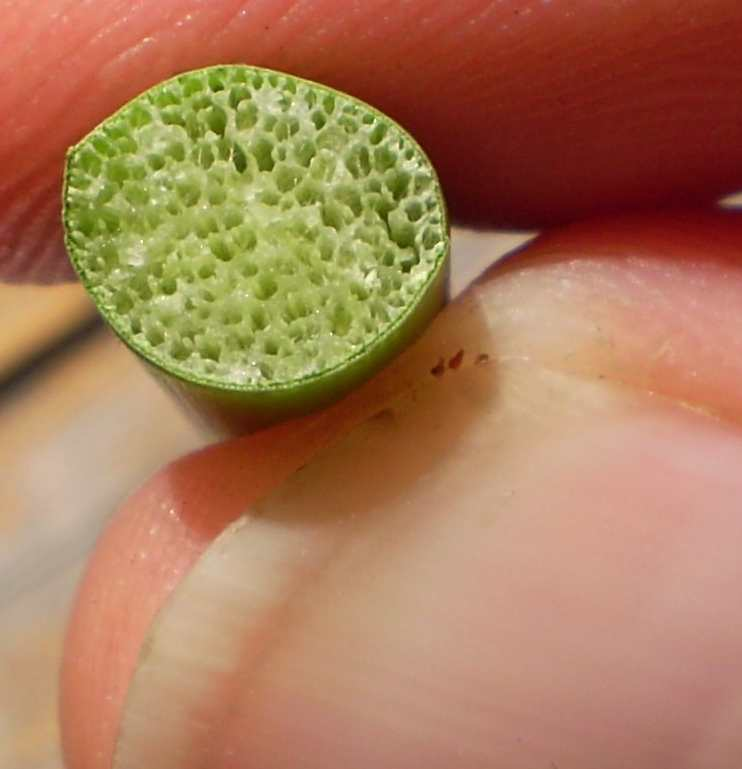

النسيج الهوائي (بالإنجليزية: Aerenchyma)‏، هو نسيج برانشيمي في النباتات ذو خلايا غير متراصة وذو فراغات هوائية كبيرة، تمتلك زنابق الماء والكثير من النباتات نسيجاً هوائياً كبيراً، ويمكن أن ينتقل الأكسجين من الأجزاء النباتية الموجودة فوق سطح الماء إلى المناطق السُفلى من خلال مرورها بالنسيج الهوائي.